# Ягодзін (Нижньосілезьке воєводство)
Ягодзін (пол. Jagodzin, нім. Neuhammer an der Tschirne) — село в Польщі, у гміні Венглінець Згожелецького повіту Нижньосілезького воєводства.
Населення — 401 особа (2011).
У 1975-1998 роках село належало до Єленьогурського воєводства.

## Демографія
Демографічна структура станом на 31 березня 2011 року:
|          | Загалом | Допрацездатний вік | Працездатний вік | Постпрацездатний вік |
| -------- | ------- | ------------------ | ---------------- | -------------------- |
| Чоловіки | 198     | 32                 | 144              | 22                   |
| Жінки    | 203     | 44                 | 110              | 49                   |
| Разом    | 401     | 76                 | 254              | 71                   |